# Rumänische Eishockeyliga 1961/62
Die Saison 1961/62 war die 32. Spielzeit der rumänischen Eishockeyliga, der höchsten rumänischen Eishockeyspielklasse. Meister wurde zum insgesamt siebten Mal in der Vereinsgeschichte CCA Bukarest.

## Hauptrunde

### Tabelle
|    | Klub                  |
| -- | --------------------- |
| 1. | CCA Bukarest          |
| 2. | Voința Miercurea Ciuc |
| 3. | Știința Bukarest      |
| 4. | Știința Cluj          |

Sp = Spiele, S = Siege, U = Unentschieden, N = Niederlagen